# Тонкоплівковий транзистор

Основні типи TFT конструкцій.

Тонкоплі́вковий транзи́стор (TFT, англ. thin-film transistor) — різновид польового транзистора, створений у 1962 році Полом К. Веймером (США), у якому як металеві контакти, так і напівпровідниковий канал провідності виготовляються у вигляді тонких плівок (від 1/10 до 1/100 мікрона).

## Застосування
TFT застосовуються у рідкокристалічних дисплеях як елементи керування активною матрицею на рідких кристалах. Контрастність зображення таких моніторів може бути дуже високою — від 50:1 до 100:1.
Останнім часом TFT стали застосовуватися в багатьох OLED-дисплеях як елементи керування активною матрицею на органічних світлодіодах (AMOLED).

## Структура TFT матриці
| TFT-дісплей у перерізі. | 1 — Скляні пластини 2/3 — Горизонтальний і вертикальний поляризатори 4 — маска кольорів RGB 5/6 — Горизонтальний і вертикальний командний рядок 7 — Натертий полімерний шар 8 — Розпірки 9 — Тонкоплівкові транзистори 10 — Передній електрод 11 — Задні електроди |